# TaleWorlds
TaleWorlds Entertainment是一家独立遊戲開發公司，位於土耳其安卡拉。早在2005年，这间公司就开始以TaleWorlds Entertainment的名义開發電腦遊戲。2008年9月，TaleWorlds首個遊戲騎馬與砍殺開發完成。2010年3月30日，TaleWorlds發佈他們第二個遊戲，騎馬與砍殺：戰團為公司的第三個遊戲，騎馬與砍殺：火與劍則在2011年5月3日发布。 騎馬與砍殺2  於2020年3月30日發布。    TaleWorlds目前的工作室位於中東技術大學（METU）的科技城。

## 已发布作品
- 騎馬與砍殺
- 騎馬與砍殺：戰團
- 騎馬與砍殺：戰團 - 拿破崙戰爭
- 騎馬與砍殺：火與劍
- 騎馬與砍殺; 維京征服
- 騎馬與砍殺2

## 外部連結
- TaleWorlds官方网站（页面存档备份，存于）
- TaleWorlds官方论坛